# Lockheed L-1011 TriStar
Lockheed L-1011 TriStar, prescurtat L-1011, a fost cel de al treilea avion de pasageri cu reacție de tip "wide-body" care a intrat în serviciu, după Boeing 747 și McDonnell Douglas DC-10.